# Resolució 2055 del Consell de Seguretat de les Nacions Unides
La Resolució 2055 del Consell de Seguretat de les Nacions Unides fou adoptada per unanimitat el 29 de juny de 2012. Després de reafirmar-se en la Resolució 1540 (2004), 1673 (2006) i 1810 (2008) i 1977 (2011) sobre la no proliferació d'armes de destrucció massiva, i d'observar l'augment de treball que tenia el grup d'experts del Comitè 1540, malgrat l'assistència del grup d'experts establert en la Resolució 1977 (2011), el Consell va decidir ampliar el grup d'experts fins a nou membres, que, a petició de Guatemala, havien de ser representatius de la comunitat internacional.